# Paolano Manassei
Paolano Luigi Giuseppe Manassei, conte, nobile e patrizio di Terni, signore di Collestatte e Torre Orsina (Terni, 20 maggio 1837 – Terni, 6 ottobre 1920), è stato un imprenditore, politico e poeta italiano.

## Biografia
Di cospicua ed aristocratica famiglia con vaste proprietà agricole intorno a Collestatte, di cui la famiglia Manassei era feudataria, il conte Paolano nacque nel centro storico di Terni, nel palazzo di famiglia in Via Manassei, dal conte Giovanni e dalla principessa Virginia Ruspoli. Il giovane Paolano si laureò a Roma in giurisprudenza e giovanissimo si impegnò in attività politiche e nella gestione della propria azienda agraria. Ingegno di straordinario acume, si impegnò nello sviluppo dell'agricoltura ritenendola la pietra angolare della grandezza nazionale, e si dedicò alla difesa degli interessi agricoli e soprattutto a promuovere adeguati miglioramenti alle condizioni della classe agraria lavoratrice, onde impedirne il preoccupante esodo verso le città. Significative sono le sue numerose pubblicazioni e soprattutto nei suoi studi sul Risparmio ed agricoltura, sul Patto colonico, sul Credito ed economia agraria i più importanti problemi agricoli vengono da lui penetrati a pieno, ricevendo nuova luce. Paolano Manassei è stato consigliere comunale ed assessore a Terni, consigliere provinciale e membro della deputazione provinciale di Perugia, presidente del comizio agrario, consigliere nella Commissione Romana della Consulta araldica del Regno d'Italia.
Entrato nella vita pubblica nel 1870 fu membro e poi vicepresidente del Consiglio provinciale dell'Umbria. Fu inoltre presidente della Cassa di risparmio di Terni, si dette cura del rifiorire della prospera istituzione e fu pure membro della Commissione consultiva del Credito agrario.
Nominato senatore il 3 dicembre 1905 prese parte attiva ai lavori del Parlamento intervenendo soprattutto là dove erano in gioco gli interessi dell'agricoltura, portando nella discussione il contributo della sua competenza ed uno spirito di feconda iniziativa.
La sua opera culminò nell'idea di una grande e sana organizzazione agraria, di una rappresentanza professionale a base elettiva in ogni circondario, nella quale proprietari e lavoratori fossero uniti nel concetto della solidarietà degli interessi e nel sentimento della dignità comune e svolgessero un'azione eccitatrice ed educatrice di sana propaganda.
Sposatosi con la marchesa Minervina Ferrero D'Ormea (Torino 1851, Terni 1938) ebbe numerosi figli: Ottavia (n. 1874) coniugata col conte Andrea Tracagni, Maria, Valentina (n.1877), Giovanni (n.1880), Tancredi, Paolo (n.1883-1938) coniugato con la baronessa inglese Eleonora Park Lyle, Barnaba (n.1886) coniugato con la contessa Ernestina Giriodi di Monastero.
La famiglia Manassei ha fatto costruire a Terni uno dei palazzi più significativi della città. Iniziato intorno al 1422 quando Cipriano Manassei decise di riconvertire in palazzo signorile le torri e le case medievali di sua proprietà adiacenti alla chiesa di San Pietro, che gli stessi Manassei hanno sostenuto quasi come un jus patronatus. I lavori di costruzione del palazzo durarono per tutto il XV secolo, ma solo nella prima metà del '700 il palazzo divenne la residenza definitiva della ricca famiglia ternana.